# Kotowiecko (gromada)
Kotowiecko – dawna gromada, czyli najmniejsza jednostka podziału terytorialnego Polskiej Rzeczypospolitej Ludowej w latach 1954–1972.
Gromady, z gromadzkimi radami narodowymi (GRN) jako organami władzy najniższego stopnia na wsi, funkcjonowały od reformy reorganizującej administrację wiejską przeprowadzonej jesienią 1954 do momentu ich zniesienia z dniem 1 stycznia 1973, tym samym wypierając organizację gminną w latach 1954–1972.
Gromadę Kotowiecko z siedzibą GRN w Kotowiecku utworzono – jako jedną z 8759 gromad na obszarze Polski – w powiecie ostrowskim w woj. poznańskim, na mocy uchwały nr 32/54 WRN w Poznaniu z dnia 5 października 1954. W skład jednostki weszły obszary dotychczasowych gromad Droszew, Głóski, Kotowiecko i Trkusów ze zniesionej gminy Skalmierzyce Nowe oraz obszary dotychczasowych gromad Gałązki Małe i Gałązki Wielkie ze zniesionej gminy Sobótka w tymże powiecie. Dla gromady ustalono 19 członków gromadzkiej rady narodowej.
31 grudnia 1971 gromadę zniesiono, a jej obszar włączono do gromad: Biniew (miejscowości Gałązki Małe i Gałązki Wielkie) i Skalmierzyce (miejscowości Droszew, Głuski, Kotowiecko, Miedzianów, Trkusów i Żakowice) w tymże powiecie.